# Abdul Hadi Al-Fadhli
Abd al-Hadi al-Fadli (Basora, Irak, 1935-Qatif, Arabia Saudita, 8 de abril de 2013) fue un escritor, profesor y pensador islámico. 
Nacido en Basora, Irak tuvo una educación religiosa y también recibió un doctorado de la Universidad de El Cairo. Fue alumno del ayatolá Baqir al-Sadr y Khoei ayatolá. Es conocido por hacer libros accesibles en las ciencias islámicas estudiadas por los alumnos de seminarios tradicionales. Ha sido profesor en las universidades y seminarios tradicionales (el Hawzah). 
Sus obras más famosas incluyen Khulasat al-Mantiq, un libro sobre islámico lógica, y Ilmay Dirasat Mujiza 'al-al-hadices Rijal, o un libro sobre la ciencia de los narradores ('ilm al-rijal o biográfica evaluación) y narraciones (hadiz). Uno de sus libros, Introducción al Hadith, ha sido traducido al inglés y fue reimpreso en 2011.
Murió en Qatif, Arabia Saudita en 2013.